# قشلاق عزت (مقاطعة بيله سوار)
قشلاق عزت (بالفارسية: قشلاق عزت) هي منطقة سكنية تقع في إيران في أردبيل. يقدر عدد سكانها بـ 17 نسمة .